# Lacaria
Lacaria là một chi bướm đêm thuộc họ Geometridae.